# Lupinus nootkatensis

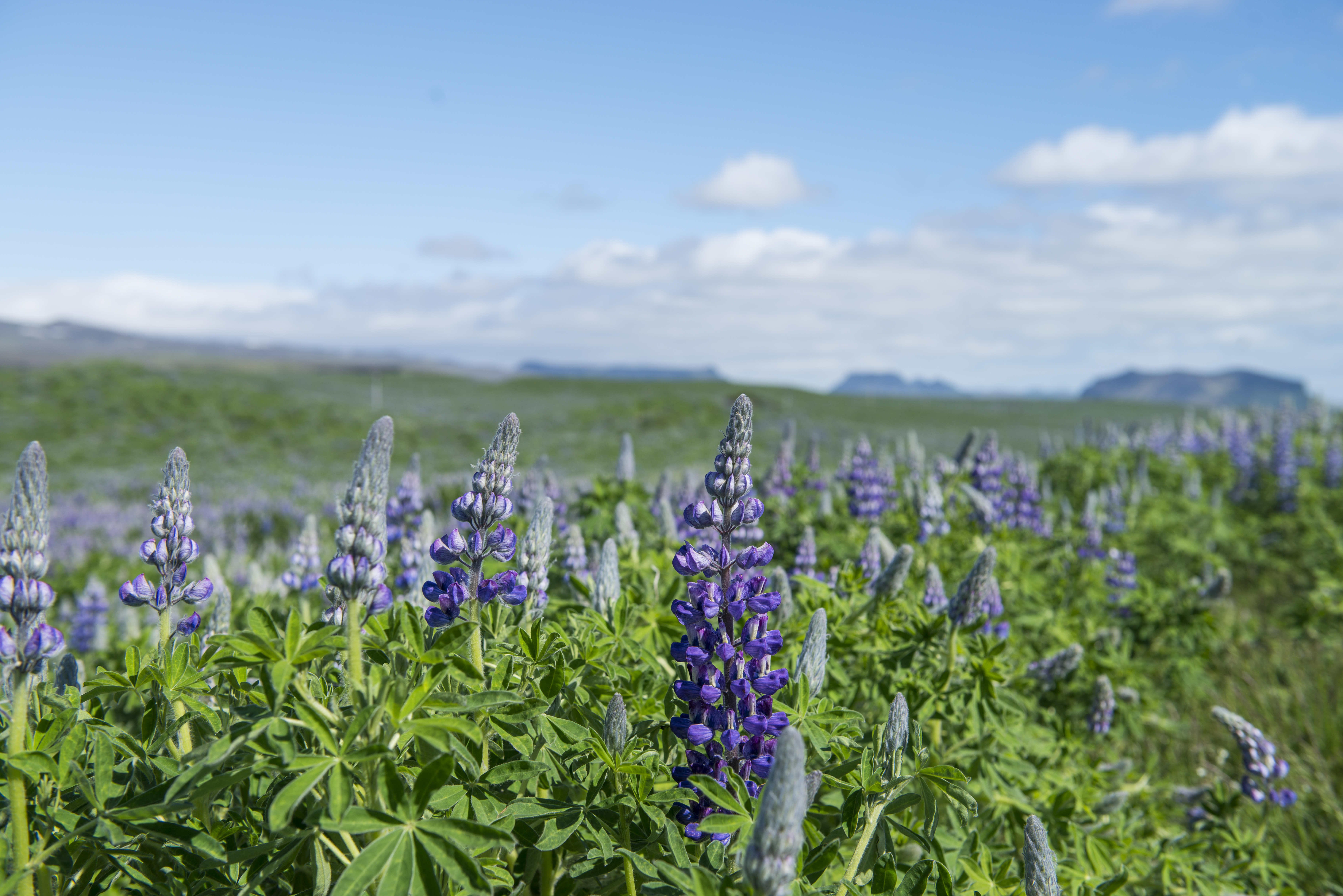
Flor de Lupinus nootkatensis na Islândia

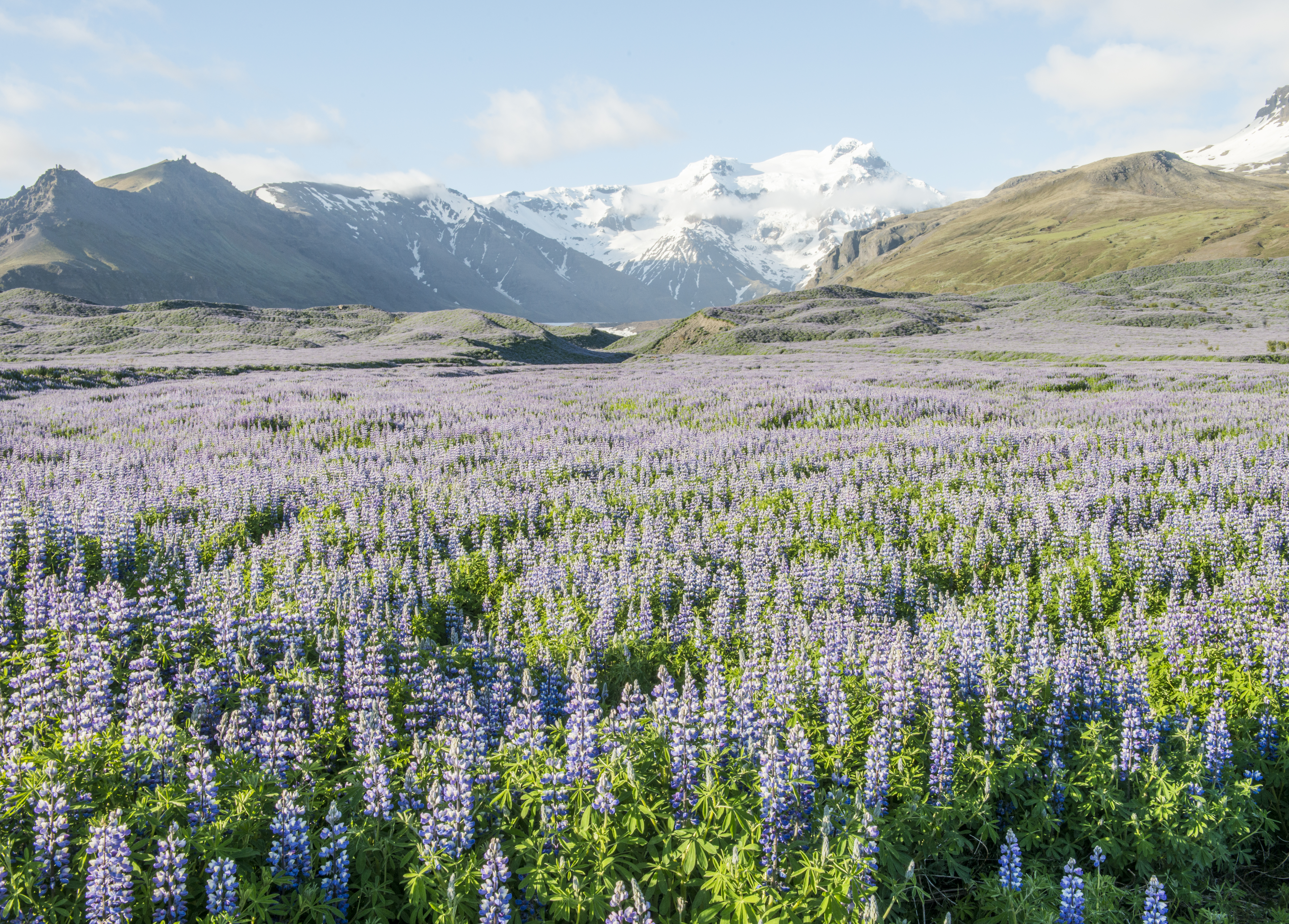
Campos de Lupinus nootkatensis na Islândia

Lupinus nootkatensis ou lupino-nootka é uma espécie de tremoceiro, uma planta com flor pertencente à família Fabaceae e nativa da América do Norte. A espécie cresce até 60 cm de altura. No final do século XVIII foi introduzida na Europa.

## Na Islândia
Na Islândia, o lupino Nootka foi designado como espécie invasora. A planta foi introduzida na primeira metade do século XX para combater a erosão, acelerar a recuperação dos terrenos e ajudar na reflorestação. A cobertura de lupino densa e a fertilidade do solo podem ser obtidas num espaço de tempo relativamente curto, onde o crescimento do tremoceiro não é limitado por secas. A planta espalhou-se pelo solo solto e erodido no qual foi originalmente plantada e encontra-se agora em todas as planícies da Islândia.
O lupino é adequado para a recuperação de grandes áreas estéreis devido à sua fixação de azoto e crescimento rápido. Além disso, tem a capacidade de extrair fósforo de compostos em solos pobres. Apesar destas boas qualidades, tem tendência a tornar-se dominante e a colonizar áreas já vegetadas, como arbustos anões, onde ultrapassa a flora natural e ameaça a biodiversidade. O crescimento do lupino-nootka levou ao debate público sobre a sua presença na Islândia, com alguns a elogiar a sua melhoria do solo através da fixação de azoto e da cor vibrante que traz à paisagem da Islândia, e outros preocupados com a erradicação da flora nativa, nomeadamente as manchas de mirtilo e mirtilo aussídas.
A expectativa inicial era que o lupino-nootka recuasse gradualmente, juntamente com o aumento da fertilidade do solo e cedesse lugar a outras espécies. Isto é evidente em locais na Islândia onde o lúpino foi introduzido cedo, como em Heiðmörk perto de Reykjavík. No entanto, a sucessão de plantas destina-se a uma pradaria rica em forb, muitas vezes dominada pela espécie invasora Anthriscus sylvestris, o que significa que é necessária uma gestão cuidadosa do lúpino para evitar que ela colonize áreas onde a sua presença não é desejável.